# جون وليامز (لاعب كرة قدم)
جون وليامز (بالإنجليزية: John Williams)‏ (11 مايو 1968 ببرمنغهام في المملكة المتحدة - ) هو لاعب كرة قدم بريطاني في مركز الهجوم. لعب مع ستوك سيتي وسوانزي سيتي وكارديف سيتي وكوفنتري سيتي ونادي والسول ونادي يورك سيتي ونوتس كاونتي ونادي هيرفورد ونادي كيدرمينستر هاريرز لكرة القدم وWeston-super-Mare A.F.C. ‏ ونادي باث سيتي ونادي ستوربريدج ونادي إكزتر سيتي وويكمب وندررز وBoldmere St. Michaels F.C. ‏ وCradley Town F.C. ‏ وEvesham United F.C. ‏ وRedditch United F.C. ‏ وويلنهول تاون ‏ ودارلينجتون إف سى.

## وصلات خارجية
- جون وليامز على موقع قاعدة بيانات كرة القدم.إي يو (الإنجليزية)
- جون وليامز على موقع Soccerbase.com (لاعب) (الإنجليزية)
- جون وليامز على موقع عالم كرة القدم.نت (الإنجليزية)